# Il prigioniero dell'isola degli squali
Il prigioniero dell'isola degli squali (The Prisoner of Shark Island) è un film del 1936 diretto da John Ford.

## Trama
Il 14 aprile del 1865, cinque giorni dopo la resa del generale confederato Robert Edward Leeil, il presidente Abraham Lincoln è al Ford's Theatre per assistere alla commedia "Our American Cousin" con l'attrice Laura Keene. Durante lo spettacolo, l'attore John Wilkes Booth spara al presidente, uccidendolo. Booth, poi, mentre scappa, si frattura una gamba. Giunto nel Maryland insieme al suo complice David Herold, Booth cerca un medico. Un uomo di colore, di nome Buck, indica loro la casa del dottor Samuel Alexander Mudd. Il medico non sa che il suo paziente è l'assassino del presidente e lo cura, immobilizzandogli la gamba rotta. Il giorno successivo, mentre Mudd si prende cura di far partorire Rosabella, al suo dodicesimo figlio, e Buck, ex schiavi di colore, i soldati irrompono in casa sua alla ricerca di Booth e viene ritrovato uno degli stivali dell'assassino. Il dott. Mudd viene, perciò, accusato di favoreggiamento nell'assassinio di Abraham Lincoln ed arrestato. Mentre lo stesso Booth viene ucciso in Virginia, altre otto persone sono arrestate come complici. In un clima d'isteria collettiva, il ministro della guerra Erickson esorta i membri della giuria militare, a non attenersi alle consuete regole del processo per cui, in caso di dubbio, l'imputato va assolto e, così, gli accusati vengono tutti giudicati colpevoli: tre di loro vengono impiccati mentre il dott. Mudd è condannato all'ergastolo e inviato nella prigione militare di Arcadia, sull'isola di Arsa Tortuga (Dry Tortugas) al largo della Florida. Qui, Mudd e gli altri detenuti vengono vessati dal sadico sergente Rankin ed anche il medico del carcere, il dott. MacIntyre, mostra disprezzo nei confronti del suo ex collega. Mudd è contento, però, di vedere che il suo vecchio amico Buck è tra le guardie. Tempo dopo, la moglie di Mudd, Peggy, ha delle notizie per lui: il giudice Maiben, convinto che quel verdetto non poteva essere emesso da un tribunale militare, potrebbe riaprire il caso ma il provvedimento di scarcerazione emesso da un tribunale civile avrebbe effetto se Mudd si trovasse su un territorio civile, come ad esempio, a Key West (Florida). Di qui l'idea di farlo evadere per costituirsi alle autorità civili e avere un nuovo processo. Mudd, pertanto organizza l'evasione con l'aiuto di Buck e Peggy. Come pianificato, il dottore, usando una lima, scappa dalla sua cella e arriva al muro esterno della prigione e da qui a nuoto, superato fortunosamente il fossato infestato di squali, spaventati, però, dagli spari dei soldati diretti a Mudd, raggiunge un'imbarcazione dove sua moglie e suo suocero, il colonnello Dyer (Claude Gillingwater), lo  aspettano. Tuttavia, il sergente Rankin, che ha ricevuto l'ordine dal comandante (Harry Carey Sr.) della prigione di riportare indietro Mudd senza ucciderlo come, invece, vorrebbe, raggiunge il battello con i suoi uomini, cattura  Mudd e lo riporta in prigione, dove viene rinchiuso in una cella sotterranea senza finestre insieme a Buck.
L'isola viene poi colpita da un'epidemia di febbre gialla e lo stesso medico della prigione è vittima di tale malattia. Il comandante, quindi, non ha altra scelta che chiedere a Mudd di fronteggiare l'epidemia. A tale scopo, Mudd prima fa rientrare un ammutinamento dei soldati di colore, poi con il loro aiuto fa ventilare le stanze dell'ospedale facendo sfondare le finestre e lasciando entrare l'aria fresca proprio mentre si scatena una tempesta, diminuendo così la temperatura, purificando l'aria, spazzando via tutte le "maledette zanzare", veicoli dell'infezione, ed alleviando le sofferenze di pazienti, fa, infine, aprire il fuoco con i cannoni del forte contro una nave, inviata dal governo, che veleggia un miglio al largo e che trasporta medici, infermieri e medicine e che si rifiuta di avvicinarsi a causa della tempesta: per evitare il peggio, allora, il comandante della nave decide di approdare. Mudd, sebbene egli stesso ammalato, ha anche modo di salvare anche la vita del sergente Rankin. Grazie alle iniziative del dottore, l'epidemia si placa e lo stesso Rankin, grato, è il primo a firmare, insieme agli altri soldati, una petizione preparata dal comandante per chiedere, al nuovo presidente, la grazia per Mudd, in via di guarigione. Graziato, il medico può finalmente tornare dalla moglie e dalla figlia come anche Buck che ritorna da Rosabella e dai suoi dodici figli.

## Riconoscimenti
Nel 1936 il National Board of Review of Motion Pictures l'ha inserito nella lista dei migliori dieci film dell'anno.

## Critica
Per il Dizionario Mereghetti è una «parabola sul Bene che nasce dal Male, epica e movimentata».

## Remake
Nel 1952 è stato realizzato un remake del film, intitolato Hellgate, il grande inferno.